# Leigh Barczewski
Leigh "Leslie" Barczewski (Milwaukee, 25 de desembre de 1955) va ser un ciclista estatunidenc que era especialista en les proves en pista. Va aconseguir dues medalles de plata al Campionat del món de tàndem. Va participar en els Jocs Olímpics de 1976.

## Palmarès
- 1981
  -  Campió dels Estats Units en Velocitat